# Magyar Aladár
Magyar Aladár (1923. augusztus 3. – 2008. március 20.) magyar labdarúgó.